# Zezinho Albuquerque
José Jácome Carneiro Albuquerque (Massapê, 19 de março de 1955), mais conhecido como Zezinho Albuquerque, é um empresário e político brasileiro. Atualmente, é secretário das Cidades do Estado do Ceará e está licenciado do mandato de deputado estadual da Assembleia Legislativa do Estado do Ceará. Por diversas vezes, Zezinho Albuquerque foi componente da mesa diretora onde também já ocupou os cargos de 1º secretário, 2º vice-presidente, 3º secretário e 2º secretário. Exerceu a presidência da Assembleia Legislativa do Ceará nos biênio 2013/ 2014, 2015/2016 e 2017/2018.

## Biografia
Filho de Francisco das Chagas Albuquerque e de Maria Neily Carneiro Albuquerque, Zezinho Albuquerque é membro de tradicional família política da região norte do estado do Ceará. A história de Massapê registra cinco ascendentes do deputado Zezinho Albuquerque eleitos prefeitos da cidade: seu tetravô paterno, João Ferreira Adeodato; seu bisavô, José Amâncio de Albuquerque; seu avô paterno, Amadeu Albuquerque; seu avô materno, Demerval Carneiro; e seu pai, Francisco das Chagas Albuquerque.
A cidade de Massapê teve também como gestores o irmão do deputado Zezinho Albuquerque, Jacques Albuquerque (1989-1992)e(2017-2020), o primo Roberio Júnior (1992-1996) e o filho AJ Albuquerque (2012-2016). Atualmente, o município da Região Norte é administrado pela filha do  deputado, Aline Albuquerque, que governa Massapê (2021-2024). 

## Carreira política
Seguindo a vocação da família, Zezinho Albuquerque deixou o ramo de pneus para entrar definitivamente na vida pública em 1990, graças ao irmão Jacques Albuquerque, então prefeito da cidade de Massapê-CE. Naquele ano, o Ceará elegia como governador o ex-prefeito de Fortaleza, Ciro Gomes. Data deste período a intensa atuação do deputado Zezinho Albuquerque junto ao grupo político comandado pelo ex-ministro e o irmão dele, o ex-governador e ex-ministro Cid Gomes.
O deputado estadual foi eleito pela primeira vez em 1990, com 14.537 votos; sendo reeleito em 1994, com 19.200 votos. Apresentou expressiva e sempre crescente votação, obtendo 21.409 votos em 1998; 33.973, em 2002; 55.706, em 2006. Nas eleições de 2010, conquistou 81.796 votos, tornando-se o o deputado estadual mais votado naquele pleito. Filiado ao Partido Republicano da Ordem Social (Pros), foi reeleito no dia 5 de outubro de 2014, novamente entre os três parlamentares mais votados, com a marca de 95.253 votos, distribuídos em 167 dos 184 municípios cearenses.

## Presidência da Assembleia
Sob a liderança de Zezinho Albuquerque, a Assembleia Legislativa do Ceará desenvolveu duas importantes campanhas institucionais no biênio 2013/2014. A primeira delas, Refinaria Já, para cobrar do Governo Federal o início imediato das obras da Refinaria Premium II. Já a campanha Ceará Sem Drogas visa conscientizar os jovens sobre as consequências nocivas da dependência química. Ambas percorrem as diferentes regiões do Estado, levando as mensagens da Assembleia aos cearenses. Esta última campanha foi retomada para o biênio 2015/2016.
Fruto de seu intenso trabalho ao longo de 24 anos de vida pública, o deputado foi agraciado, somente em 2013 e 2014, com os títulos de cidadão dos municípios de Aracati, Fortim, Sobral, Itapipoca e Fortaleza.